# Лака-Тижма
Ла́ка-Тижма́ (рос. Лака-Тыжма) — присілок в Кізнерському районі Удмуртії, Росія.
Населення становить 754 особи (2010, 737 у 2002).
Національний склад (2002):
- удмурти — 70 %
- росіяни — 26 %

Урбаноніми:
- вулиці — Ветеринарна, Висотна, Вільхова, Зимова, Надії, Осіння, Першотравнева, Петровська, Петропавловська, Підлісна, Піонерська, Поштова, Радгоспна, Сільська, Транзитна, Ялицева